# ویلت (رمان)
ویلت (به انگلیسی: Villette) رمانی است از نویسنده انگلیسی شارلوت برونته که در سال ۱۸۵۳ منتشر شد. لوسی اسنو قهرمان داستان از زادگاهش انگلستان به شهر خیالی فرانسوی‌زبان ویلت سفر می‌کند تا در یک مدرسه دخترانه تدریس کند، جایی که او به ماجراجویی عاشقانه کشیده می‌شود.
ویلت، سومین و آخرین رمان شارلوت برونته بود، که در طول زندگی‌اش منتشر شد. پیش از این، رمان‌های جین ایر و شرلی از این نویسنده منتشر شده بودند. رمان پروفسور پس از مرگ شارلوت برونته منتشر شده‌ است. 

## خلاصه داستان
لوسی اسنو خودرا به به سرنوشت سپرده و سوار کشتی می شود تا به مقصد نامعلومی سفر کند که سر از شهر فرانسوی زبان ویلت در می آورد . درمدرسه ای دخترانه با مدیری سخت گیر  به عنوان معلم اسخدام و با آشناهای قدیمی روبه رو می شود . پرده از راز هایی بر می دارد و  ماجراهای عاشقانه ای را تجربه می کند.